# Lacydonia gorda
Lacydonia gorda is een borstelworm uit de familie Lacydoniidae. Het lichaam van de worm bestaat uit een kop, een cilindrisch, gesegmenteerd lichaam en een staartstukje. De kop bestaat uit een prostomium (gedeelte voor de mondopening) en een peristomium (gedeelte rond de mond) en draagt gepaarde aanhangsels (palpen, antennen en cirri).
Lacydonia gorda werd in 1993 voor het eerst wetenschappelijk beschreven door Hartmann-Schröder.